# Jovica Stanišić
Jovica Stanišić (Јован Станишић) (nascido em 30 de julho de 1950 em Ratkovo, aldeia perto de Odžaci, Sérvia, Iugoslávia) é um antigo chefe do Serviço de Segurança do Estado, atualmente BIA, no âmbito do Ministério do Interior da Sérvia. Está a ser julgado no Tribunal Penal Internacional para a antiga Iugoslávia (TPII) por seu papel nas guerras na Croácia e na Bósnia e Herzegovina. Durante seu ministério, ele atuou no papel de um agente da CIA.
Stanišić foi preso por autoridades sérvias em 2003 e entregue ao TPII logo depois. Stanišić se declarou inocente de todas as acusações. Seu caso está a ser processado juntamente com o de Franko Simatović. Ele foi acusado de perseguição, assassinato, deportação e atos desumanos. Segundo a acusação, unidades paramilitares especiais, incluindo os Tigres de Arkan, os Boinas Vermelhas e os "Scorpions", foram secretamente fundadas ou auxíliadas pela Segurança do Estado da Sérvia a partir de Abril de 1991 e continuou até 1995. Eles foram criados com a finalidade de realizar ações militares especiais na Croácia e na Bósnia e Herzegovina, destinados a remover à força os não-sérvios dessas áreas. Estas unidades secretas foram treinadas em vários centros de formação e foram então implantadas em locais da Croácia e Bósnia onde foram subordinadas a outras "forças sérvias", em particular a Defesa Territorial, dos sérvios locais.
Parte da acusação, de que Stanišić fazia parte de uma "empresa criminosa conjunta", incluindo o ex-presidente sérvio Slobodan Milosevic e outros políticos da Sérvia, foi concluído no julgamento de Milan Martić.  O tribunal acusou-o de "tentativa de criar uma Grande Sérvia usando as áreas que continham os bósnios muçulmanos e os croatas bósnios". A Agência Central de Inteligência dos Estados Unidos apresentou um documento selado ao tribunal atestando o seu papel como um agente secreto ajudando a trazer a paz à região.